# Pitcairnia quesnelioides
Pitcairnia quesnelioides är en gräsväxtart som beskrevs av Lyman Bradford Smith. Pitcairnia quesnelioides ingår i släktet Pitcairnia och familjen Bromeliaceae. Inga underarter finns listade i Catalogue of Life.